# Отворено првенство Француске у тенису
Отворено првенство Француске (фр. Championnats Internationaux de France) или Ролан Гарос (фр. Tournoi de Roland-Garros) je тениски турнир који се одржава последње недеље маја и прве недеље јуна у Паризу. То је други гренд слем турнир у тениској календарској години.
Турнир се први пут играо 1891. године. Нови стадион је отворен 1928, назван је по Ролану Гаросу, француском хероју из Првог светског рата. На црвеној шљаци направљен је и терен Филип Шатрије. Године 1968, Отворено првенство Француске (енгл. French Open) постаје први „отворени“ (енгл. Open) турнир (на ком су равноправно могли да учествују и аматери и професионалци). Од 2006. године изједначени су износи новчаних награда у мушком и женском делу турнира.
Ролан Гарос је био једини гренд слем турнир где се у одлучујућем петом сету није играо тајбрејк већ на разлику. Међутим, од 2022. то правило је промењено, тако да сва четири гренд слема у петом сету при резултату 6:6 имају супер тајбрејк који се игра до десет освојених поена.

## Историја
Званично назван на француском les Internationaux de France de Tennis, сам турнир користи назив Ролан Гарос на свим језицима, и обично се назива Отворено првенство Француске на енглеском. (Стадион и турнир су означени цртицом као Ролан Гарос јер француска правила правописа налажу да се у називу места или догађаја названог по особи елементи имена спајају цртицом. ) 1891. почело је првенство Француске, које се на енглеском обично назива Француско првенство. Ово је било отворено само за тенисере који су били чланови француских клубова. Први победник је Х. Бригс, Британац који је боравио у Паризу и био је члан клуба Стаде Францоа. У финалу је победио П. Баигнереса у два сета. Први женски турнир у појединачној конкуренцији, са четири пријаве, одржан је 1897. године. Мешовити парови су додани 1902, а женски парови 1907. У периоду 1915–1919. није организован турнир због Првог светског рата.

## Досадашњи победници (појединачна конкуренција)
Представљени су само победници од 1968. За потпунији списак погледати: мушкарци појединачно и жене појединачно.
| Година | мушкарци            | жене                      |
| 1968.  | Кен Роузвол         | Ненси Ричи Гантер         |
| 1969.  | Род Лејвер          | Маргарет Корт             |
| 1970.  | Јан Кодеш           | Маргарет Корт (2)         |
| 1971.  | Јан Кодеш (2)       | Ивон Гулагонг             |
| 1972.  | Андрес Химено       | Били Џин Кинг             |
| 1973.  | Илије Настасе       | Маргарет Корт (3)         |
| 1974.  | Бјерн Борг          | Крис Еверт                |
| 1975.  | Бјерн Борг (2)      | Крис Еверт (2)            |
| 1976.  | Адријано Паната     | Сју Баркер                |
| 1977.  | Гиљермо Вилас       | Мима Јаушовец             |
| 1978.  | Бјерн Борг (3)      | Вирђинија Рузич           |
| 1979.  | Бјерн Борг (4)      | Крис Еверт-Лојд (3)       |
| 1980.  | Бјерн Борг (5)      | Крис Еверт-Лојд (4)       |
| 1981.  | Бјерн Борг (6)      | Хана Мандликова           |
| 1982.  | Матс Виландер       | Мартина Навратилова       |
| 1983.  | Јаник Ноа           | Крис Еверт-Лојд (5)       |
| 1984.  | Иван Лендл          | Мартина Навратилова (2)   |
| 1985.  | Матс Виландер (2)   | Крис Еверт-Лојд (6)       |
| 1986.  | Иван Лендл (2)      | Крис Еверт-Лојд (7)       |
| 1987.  | Иван Лендл (3)      | Штефи Граф                |
| 1988.  | Матс Виландер (3)   | Штефи Граф (2)            |
| 1989.  | Мајкл Ченг          | Аранча Санчез Викарио     |
| 1990.  | Андрес Гомез        | Моника Селеш              |
| 1991.  | Џим Куријер         | Моника Селеш (2)          |
| 1992.  | Џим Куријер (2)     | Моника Селеш (3)          |
| 1993.  | Серђи Бругера       | Штефи Граф (3)            |
| 1994.  | Серђи Бругера (2)   | Аранча Санчез Викарио (2) |
| 1995.  | Томас Мустер        | Штефи Граф (4)            |
| 1996.  | Јевгениј Кафељников | Штефи Граф (5)            |
| 1997.  | Густаво Киртен      | Ива Мајоли                |
| 1998.  | Карлос Моја         | Аранча Санчез Викарио (3) |
| 1999.  | Андре Агаси         | Штефи Граф (6)            |
| 2000.  | Густаво Киртен (2)  | Мери Пирс                 |
| 2001.  | Густаво Киртен (3)  | Џенифер Капријати         |
| 2002.  | Алберт Коста        | Серена Вилијамс           |
| 2003.  | Хуан Карлос Фереро  | Жистин Енен-Арден         |
| 2004.  | Гастон Гаудио       | Анастасија Мискина        |
| 2005.  | Рафаел Надал        | Жистин Енен-Арден (2)     |
| 2006.  | Рафаел Надал (2)    | Жистин Енен-Арден (3)     |
| 2007.  | Рафаел Надал (3)    | Жистин Енен (4)           |
| 2008.  | Рафаел Надал (4)    | Ана Ивановић              |
| 2009.  | Роџер Федерер       | Светлана Кузњецова        |
| 2010.  | Рафаел Надал (5)    | Франческа Скјавоне        |
| 2011.  | Рафаел Надал (6)    | Ли На                     |
| 2012.  | Рафаел Надал (7)    | Марија Шарапова           |
| 2013.  | Рафаел Надал (8)    | Серена Вилијамс (2)       |
| 2014.  | Рафаел Надал (9)    | Марија Шарапова (2)       |
| 2015.  | Станислас Вавринка  | Серена Вилијамс (3)       |
| 2016.  | Новак Ђоковић       | Гарбиње Мугуруза          |
| 2017.  | Рафаел Надал (10)   | Јелена Остапенко          |
| 2018.  | Рафаел Надал (11)   | Симона Халеп              |
| 2019.  | Рафаел Надал (12)   | Ешли Барти                |
| 2020.  | Рафаел Надал (13)   | Ига Свјонтек              |
| 2021.  | Новак Ђоковић (2)   | Барбора Крејчикова        |
| 2022.  | Рафаел Надал (14)   | Ига Свјонтек (2)          |
| 2023.  | Новак Ђоковић (3)   | Ига Свјонтек (3)          |
| 2024.  | Карлос Алкараз      | Ига Свјонтек (4)          |
| 2025.  | Карлос Алкараз (2)  | Коко Гоф                  |